# Piłka nożna w Argentynie

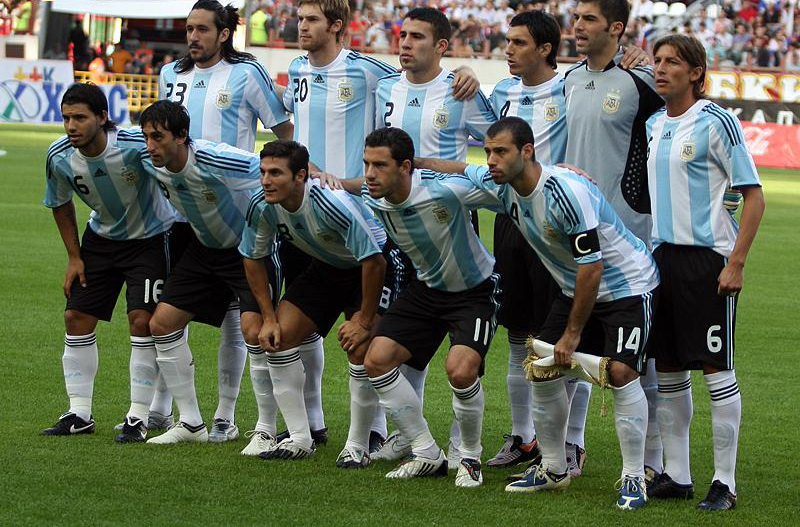
Reprezentacja Argentyny w piłce nożnej w 2009 roku

Piłka nożna jest najpopularniejszym sportem w Argentynie. Według danych FIFA, w Argentynie zarejestrowanych jest 331 811 piłkarzy (ok. 2 327 000 niezarejestrowanych, razem ok. 2 659 000), 3377 klubów oraz 37 161 urzędników związanych z piłką nożną.
Piłka nożna została „przywieziona” do Argentyny w drugiej połowie dziewiętnastego wieku przez brytyjskich imigrantów. Liga argentyńska została utworzona w 1891 roku, jest trzecią najstarszą ligą piłkarską świata (po lidze Wielkiej Brytanii i lidze Holandii). Argentyński Związek Piłki Nożnej (hiszp. Asociación del Fútbol Argentino, AFA) został utworzony 21 lutego 1893 r. i jest ósmym najstarszym związkiem piłkarskim na świecie oraz najstarszym w Ameryce Południowej.
Reprezentacja Argentyny w piłce nożnej jest jedną z ośmiu które wygrały Mistrzostwa Świata w piłce nożnej (1978, 1986 i 2022), zajęła również drugie miejsce na turniejach w 1930, 1990 i 2014). Argentyńczycy wygrali również czternaście razy Copa América oraz Puchar Konfederacji w 1992. Olimpijska reprezentacja Argentyny zdobyła dwa złote medale, w 2004 i 2008, a reprezentacja U-20 wygrała sześć Mistrzostw Świata U-20. Argentyńskie kluby wygrywały najwięcej Pucharów Interkontynentalnych oraz Pucharów Wyzwolicieli.
Piłka nożna kobiet ma własną ligę od 1991 roku, Campeonato de Fútbol Femenino. Reprezentacja Argentyny w piłce nożnej kobiet dostała się do Mistrzostw Świata po raz pierwszy w 2007 i wygrała Sudamericano Femenino w 2006 roku.
Argentyna wygrała także Mistrzostwa Świata AMF/FIFUSA w futsalu w 1994. Reprezentacja Argentyny w futsalu zdobyła 3 miejsce na Mistrzostwach Świata FIFA w futsalu w 2004 roku. Ponadto, Argentyna była mistrzem świata w futsalu dla niepełnosprawnych w 1998.
Argentyna gra też w Mistrzostwach Świata w piłce nożnej plażowej, zajęła 3 miejsce w 2007.

## Historia

### Początki

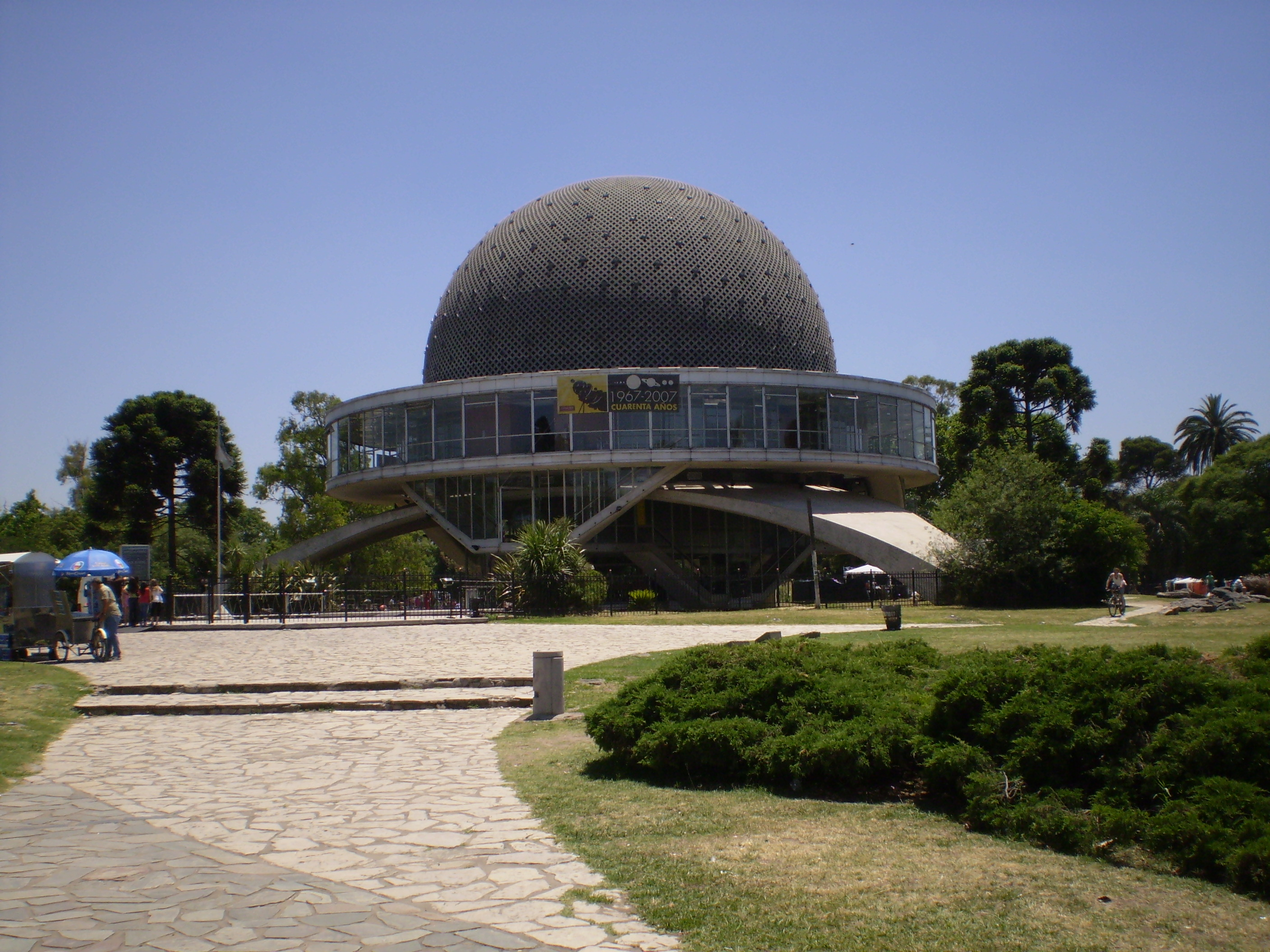
Planetarium Galileo Galilei stoi obecnie w miejscu w którym rozegrany był pierwszy oficjalny mecz piłki nożnej w Argentynie

Dwaj angielscy imigranci, Thomas Hogg i James Hogg, zorganizowali spotkanie 9 maja 1868 w Buenos Aires i założyli klub Buenos Aires Football Club. Klub krykietowy z Buenos Aires, B.A.C.R.C. udzielił klubowi Buenos Aires FC pozwolenia na korzystanie ze stadionu B.A.C.R.C., znajdującego się w Parque Tres de Febrero w US Palermo. Pierwszy udokumentowany mecz w historii argentyńskiej piłki nożnej rozegrał się na tym boisku 20 czerwca 1867 roku. W meczu uczestniczyły dwie drużyny (składające się z 8 graczy każda) brytyjskich kupców, zespół z czerwonymi czapkami i zespół z białymi czapkami.
Skład pierwszej drużyny: Thomas Hogg, James Hogg, William Forrester, T.B. Smith, J.W. Bond, E.S. Smith, J. Rabsbottom, N.H. Smith

Skład drugiej drużyny: William Heald, T.R. Best, U. Smith, H.J. Barge, H. Willmont, R.M. Ramsay, J. Simpson, W. Boschetti

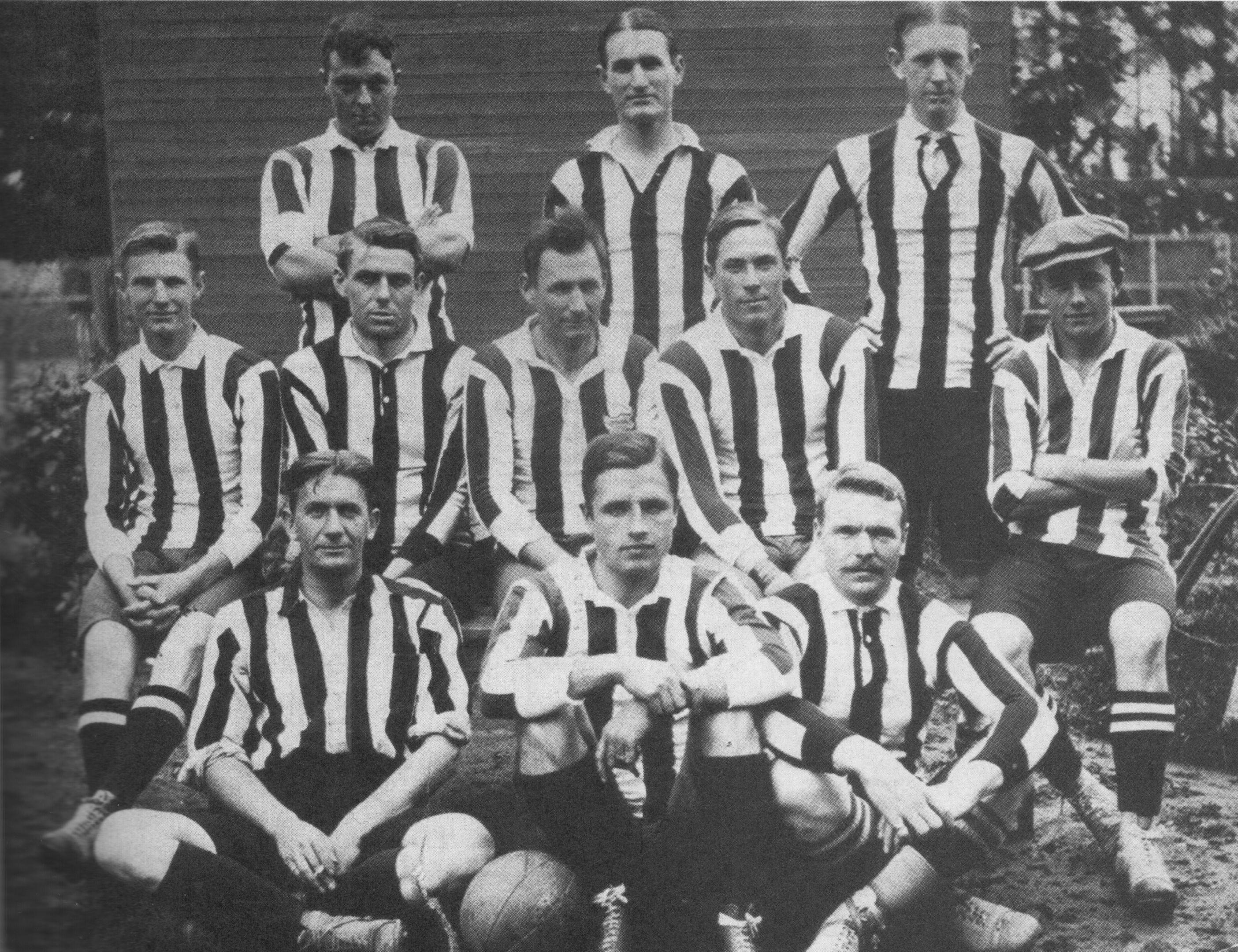
Alumni, 1910

Tak zwany „ojciec argentyńskiego futbolu” to Alexander Watson Hutton, nauczyciel z Glasgow, który uczył na początku lat 80. XIX wieku w Szkole św. Andrzeja w Buenos Aires. 4 lutego 1884 założył on założył on angielską szkołę w Buenos Aires (Buenos Aires English High School), 3 października 1898 powstał klub Alumni AC. W roku 1891, Hutton utworzył pierwszą ligę Argentyny, była to pierwsza liga piłkarska poza Wyspami Brytyjskimi.
W tym czasie w Argentynie powstało wiele klubów piłkarskich założonych przez Brytyjczyków pracujących w Argentynie, wiele z nich istnieje do dziś, np. Ferro Carril Oeste, Ferrocarril Midland, Rosario Central czy Talleres Córdoba.

## Era amatorska
21 lutego 1893 powstała The Argentine Association Football League (Argentyńska Liga Piłki Nożnej), która później przekształciła się w Argentyński Związek Piłki Nożnej. Większość piłkarzy i urzędników zajmujących się piłką nożną w Argentynie była pochodzenia brytyjskiego. Najstarsze argentyńskie kluby piłkarskie, takie jak Rosario Central, Newell's Old Boys czy Quilmes Atlético Club, zostały założone przez brytyjskich imigrantów.
Największe sukcesy odnosił wtedy Alumni AC. Jak w większości klubów z tego okresu, grali w nim głównie Brytyjczycy. Pod koniec XIX wieku gra stawała się coraz bardziej popularna wśród emigrantów z innych europejskich państw, szczególnie z Włoch.
Większość ówczesnych klubów nie chciała mieć w składzie lokalnej ludności kreolskiej. Opór przeciw tym zasadom w Quilmes Atlético Club doprowadził do powstania klubu Argentino de Quilmes w 1899, argentyńskiego klubu dla argentyńskich graczy. Słowo Argentino (Argentyńczyk) lub Argentinos (Argentyńczycy) jest popularnym elementem w nazwach argentyńskich klubów. Najbardziej znanym zespołem z tym słowem jest klub Argentinos Juniors, który zdobył Puchar Wyzwolicieli w 1985 roku.
Na początku XX wieku powstało wiele nowych klubów, w roku 1907 było ich ponad 300. Kluby te grały w amatorskich mistrzostwach kraju lub w regionalnych turniejach. W tym czasie mecze oglądało wielu Argentyńczyków i podczas wzrostu popularności gry, brytyjskie wpływy osłabły. W 1911 klub Alumni został rozwiązany, zmieniono nazwę federacji narodowej z angielskiej na hiszpańską, Asociación Argentina de Football, choć tradycja dawania klubom angielskich nazw nie zniknęła.
Wiele nowych lig powstało w miastach w całej Argentynie, m.in. w Rosario (1905), Córdoba (1912), Santa Fe (1913), Tucumán (1919), San Luis (1920) i Salta (1921).
Pierwszy oficjalny mecz reprezentacji Argentyny odbył się 16 maja 1901, Argentyna wygrała z Urugwajem 3-2. Ten mecz zapoczątkował piłkarską rywalizację między Argentyną a Urugwajem.
Pierwszym trofeum zdobytym przez reprezentację Argentyny jest Copa Lipton 15 sierpnia 1906. Argentyna wygrała swój pierwszy turniej w 1910 (Copa Centenario de la Revolución de Mayo, Puchar Stulecia Rewolucji Majowej), w którym pokonała Brazylię, Chile i Urugwaj.
W 1916 reprezentacja Argentyny brała udział w pierwszym Copa América i zajęła drugie miejsce. W roku 1921 Argentyńczycy wygrali turniej po raz pierwszy. Obecnie mają na koncie 14 zwycięstw w Copa América, dzielą się rekordem z Urugwajem.
W roku 1928 Argentyna uczestniczyła w Letnich Igrzyskach Olimpijskich i zdobyła srebrny medal. Dwa lata później reprezentacja Argentyny grała w pierwszych Mistrzostwach Świata FIFA i zajęła drugie miejsce, za Urugwajem.

## Era profesjonalna
Po dwóch sezonach zakłócania gry przez odwoływanie meczów i wycofywanie klubów z rozgrywek w 1929 i 1930, 18 zespołów postanowiło założyć oddzielną, zawodową ligę. Liga amatorska nadal działała, aż upadła w roku 1934 z powodu wielu klubów przenoszących się do drugiej ligi zawodowej. Stworzenie profesjonalnej ligi pomogło w zahamowaniu exodusu utalentowanych argentyńskich piłkarzy do wysoko płacących klubów europejskich. W składzie reprezentacji Włoch na Mistrzostwach Świata w 1934 znajdowało się wielu piłkarzy urodzonych w Argentynie, takich jak Raimundo Orsi, Enrique Guaita czy Luis Monti.
W 1964 roku CA Independiente zostało pierwszym argentyńskim klubem który wygrał Copa Libertadores. Argentyńskie kluby wygrały ten turniej 22 razy, 30 razy grając w finale.

## Piłka klubowa

### Liga argentyńska

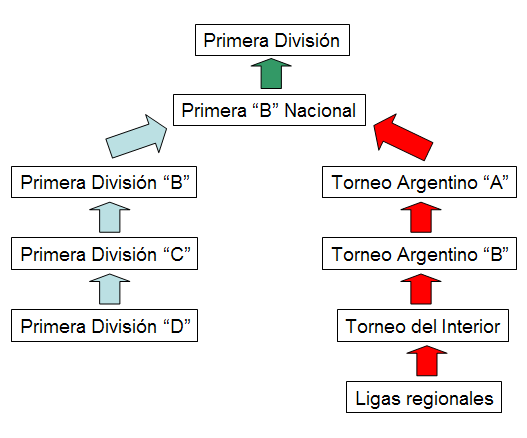
Ligi piłkarskie Argentyny

Około 400 klubów piłkarskich jest zarejestrowanych w ośmiu ligach Argentyny zarządzanych przez Argentyński Związek Piłki Nożnej. Dwie najwyższe ligi (Primera División i Primera B) obejmują całą Argentynę, niższe ligi podzielone są na ligi z klubami z regionu Buenos Aires (Primera División B, C i D) i ligi z klubami z reszty kraju (Torneo Argentino A i B, Interior). Poniżej nich znajduje się 249 lig regionalnych, w których kluby walczą o miejsce w najniższej lidze w systemie ligowym.
Primera División to najwyższa liga Argentyny. Jest podzielona na turniej otwarcia i turniej zamknięcia, w każdym z dwóch turniejów drużyny grają ze sobą 19 meczów. Na końcu każdego sezonu kluby które zajęły najwyższe miejsca w lidze awansują do Copa Libertadores i Copa Sudamericana; najsłabsze drużyny spadają do Primera B.
Poniżej ligi Primera B, system ligowy dzieli się na ligi obejmujące Buenos Aires i ligi dla reszty argentyńskich klubów.
Od roku 1931, 15 zespołów zdobyło tytuł mistrza Argentyny, River Plate ma najwięcej tytułów mistrzowskich (33). Między 1931 a 1967 jedynymi zwycięzcami Primera División była tzw. wielka piątka (Boca Juniors, Independiente, Racing, River Plate i San Lorenzo). Ich dominacja została w końcu przerwana w 1967 roku przez Estudiantes, od tego sezonu 6 innych zespołów zdobyło mistrzostwo.

## Argentyńskie kluby na arenie międzynarodowej
Najbardziej utytułowanym na scenie międzynarodowej argentyńskim klubem jest Boca Juniors. Klub ten wygrał łącznie 18 oficjalnych międzynarodowych trofeów, tyle samo co włoski klub A.C. Milan.
CA Independiente wygrali najważniejszy południowoamerykański puchar, Copa Libertadores, aż siedem razy. W latach 1972–1975 Independiente wygrało ten turniej 4 razy z rzędu. Te osiągnięcia dały klubowi przydomek Rey de copas (Król pucharów).

## Piłka nożna w kulturze Argentyny
Piłka nożna odgrywa ważną rolę w życiu wielu Argentyńczyków. Gdy reprezentacja Argentyny gra mecz, szczególnie na Mistrzostwach Świata, ulice w argentyńskich miastach są zazwyczaj puste, ponieważ wszyscy oglądają mecz.
Legendą argentyńskiej piłki jest Diego Maradona, przez wielu Argentyńczyków traktowany jak bóg. Jest podziwiany w każdym klubie, nawet River Plate (Maradona grał w Boca Juniors, klubie który jest zaciętym rywalem River Plate).